# Pod samowarem
Pod samowarem – slow-fox skomponowany przez Fanny Gordon ze słowami Andrzeja Własta, jedna z najpopularniejszych piosenek w Rosji i przedwojenny szlagier w Polsce.
Fanny Gordon skomponowała slow-fox, do którego Andrzej Włast w 1931 roku dopisał słowa pod tytułem Pod Samowarem. Piosenka była wykonywana pierwszy raz w Warszawie w rewii "Podróż na księżyc" w teatrze "Morskie Oko" w kwietniu 1931 roku. W wydaniu nutowym z 1931 roku napisano, że aranżację wykonał Henryk Wars i że jest to nowy sukces Zuli Pogorzelskiej i Tadeusza Olszy. Piosenka została nagrana przez kilka wytwórni przed wojną. 